# J-デイ

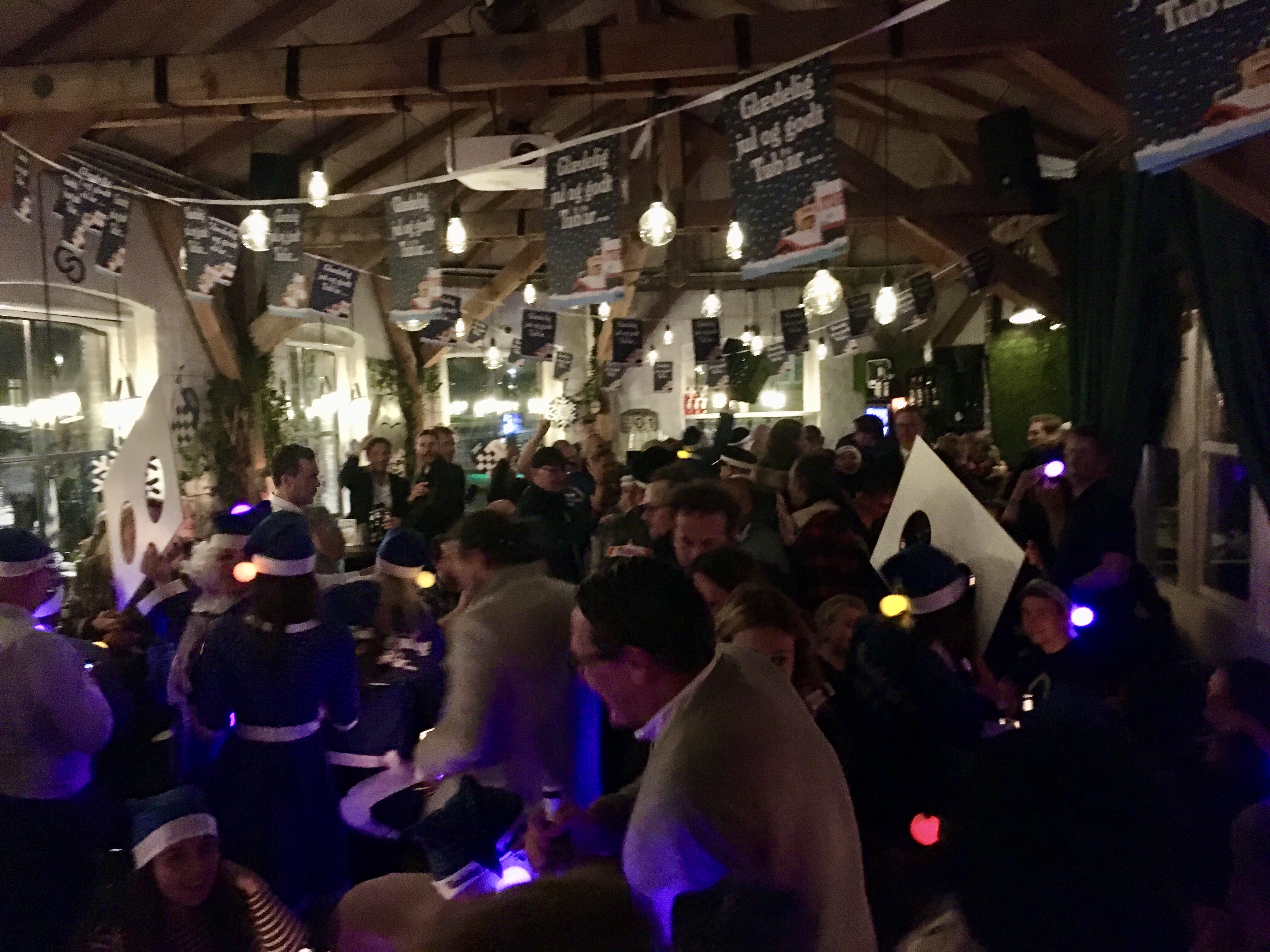
2019年 コペンハーゲンでのJ-デイ

J-デイ（デンマーク語: J-Dag、英語: J-Day）は、デンマークにおいてクリスマスビールの販売を解禁する日。「J」は クリスマス（ユール、Jul）の頭文字を意味する。
デンマークでは、ユールブリュック（デンマーク語: Julebryg）と呼ばれる通常のビールよりもアルコール度数が高く、スパイス類を入れて長期発酵、熟成させたクリスマスビールをクリスマス期間から新年に飲む習慣がある。
1990年、ツボルグが自社のクリスマスビールを解禁する日を11月第2水曜日23時59分と設定し、これをJ-デイとして宣伝を行ったことから始まった。しかし、クリスマスビールの解禁直後から飲み過ぎて翌日の学校の授業に出てこない学生が続出したため、ツボルグは学校側からの要請を受けて、1999年からJ-Dayを11月第1金曜日20時59分に変更した。
2009年にはJ-Dayは10月最終金曜日（2009年10月30日）となった。2010年には、再び11月第1金曜日となった。
クリスマスビールが解禁となる20時59分から21時59分まで、ツボルグのクリスマスビールを飲み放題というサービスを行うパブやレストランも多く、クリスマスシーズンの到来を知らせるイベントとデンマークでは認識されている。